# Castello De Falconibus
Il castello De Falconibus, situato al centro di Pulsano, si trovava nell'angolo nord-est delle antiche mura pulsanesi, con l'entrata rivolta ad ovest, sulla piazza. Si sviluppa su 3 piani e ha pianta quadrangolare e 5 torri di diverse basi e dimensioni.

## Storia
Il castello era inizialmente formato dalla sola Torre Quadrata (o Torre Massima) che si affaccia su Piazza Castello. 
Nel 1100 la popolazione locale, probabilmente spinta dalle continue scorribande dei pirati saraceni, si spostò dalla costa verso l'interno e trovò rifugio nella torre, non visibile dalla costa.
Nel 1274 il castello e il feudo erano possesso della famiglia Sambiasi, nel 1350 passarono a F. Dell'Antognietta che, successivamente, vendette il castello ad Ercole Petugy, che ricostruì la Torre Quadrata.
Successivamente, i De Falconibus diventarono i possessori del feudo, restaurando l’antico casale ed ampliandolo con 4 nuove torri. Per questo motivo, tuttora il castello è chiamato "Castello  De Falconibus".

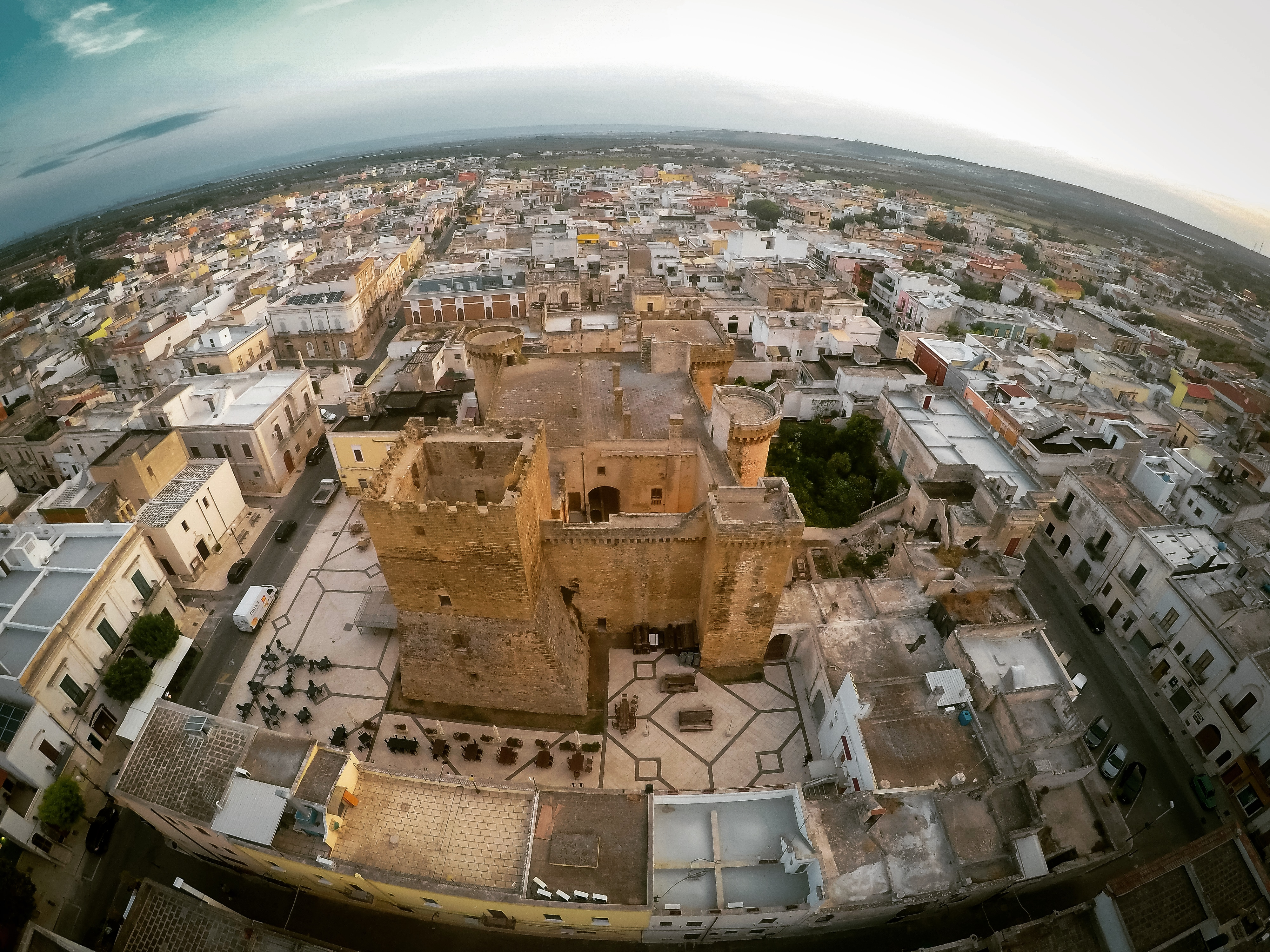
Castello visto dall'alto

Il castello, passato nelle proprietà dei Muscettola dopo essere stato possesso di altre famiglie, era munito di un fossato e di un ponte levatoio. Ai primi dell'ottocento, per volere di Gioacchino Murat i tre cannoni che vi erano ospitati furono trasferiti a Taranto per essere impiegati nella difesa della città contro gli spagnoli. Nel 1819 il principe Giovanni Muscettola cedette in affitto l'area del fossato ad alcune famiglie che lo usarono come orto. Tale circostanza persiste ancora oggi, in quanto le mura a nord e a est, assieme tre delle cinque torri risultano totalmente inglobate nel tessuto delle proprietà adiacenti, nascoste dalle loro pareti. Anzi, sino agli anni novanta anche parte della cinta a Sud risultava nascosta, essendo utilizzata da appoggio per una piccola costruzione di inizio '900, sede fino agli anni sessanta del telefono pubblico, poi abbattuta.
Il castello, acquisito al patrimonio comunale nel primo Novecento grazie a Giovanni Giannone, che lo acquistò dopo la morte dell'ultimo erede maschio dei Muscettola e lo donò al comune, conserva gli stemmi dei De Falconibus e dei Muscettola ed è oggi adibito a mostre d'arte, ospita il consiglio comunale (ha ospitato, per un paio d'anni, un presepe vivente e, per molti anni, la sede comunale ora sita in altro edificio, appositamente costruito, intitolato "Luigi Sturzo"). Conserva frammenti di decorazioni pittoriche ed alcuni piccoli rilievi lapidei.